# Companhia Africana dos Lagos
A Companhia Africana dos Lagos foi uma empresa britânica criada em 1877 por empresários escoceses para financiar missões presbiterianas no que hoje é o Malawi. Apesar de suas ligações originais com a Igreja Livre da Escócia, operava seus negócios na África de maneira comercial e não filantrópica. Teve ambições políticas para controlar parte da África Central e se engajou em conflitos armados com comerciantes suaíli. Seus negócios na era colonial incluíam transporte de água nos lagos e rios da África Central, comércio por atacado e varejo, incluindo a operação de lojas em geral, recrutamento de mão-de-obra e propriedade de terras. Sofreu um declínio econômico na década de 1990 e foi extinta em 2007. Um dos últimos diretores da empresa comprou os registros de operações da empresa e os doou ao Serviços de arquivo da Universidade de Glasgow, onde eles ainda estão disponíveis para pesquisa.

## Criação e atividades
Antes, se chamava Livingstonia Central Africa Company em 1877, com sede em Glasgow, foi criada por um grupo de empresários locais. Seus primeiros diretores foram James Cochran Stevenson, John Stephen, James S Napier, James White e James Young, e o genro de David Livingstone, Alexander Low Bruce, juntou-se a eles logo depois. Seus primeiros gerentes foram dois irmãos, John Moir e Frederick Moir.
A empresa foi renomeada The African Lakes Company Limited em 1878, pois pretendia estender suas operações ao lago Tanganyika. John Moir deixou a empresa em 1890, mas Frederick Moir continuou a trabalhar lá. Todos os diretores originais da empresa e vários de seus acionistas estavam ligados ao Comitê de Missões Estrangeiras da Igreja Livre da Escócia. Seu objetivo era estabelecer um comércio e transporte que funcionasse em estreita cooperação com as missões, visando combater o tráfico de escravos através da introdução de comércio legítimo, obter lucro e desenvolver influência européia na região.
Em 1884, a Companhia Africana dos Lagos estava quase falida, seu fracasso estava no baixo capital de £ 120.000 que levantou para alcançar seus planos ambiciosos e seu fracasso em obter lucros adequados com suas atividades comerciais. Este último surgiu porque tinha dificuldade em fornecer prontamente uma gama de bens comerciais necessários para trocar por marfim e porque não podia competir com os comerciantes suaílis. Tentou reviver suas fortunas desviando o marfim dos comerciantes suaílis, o que levou a um conflito.
A empresa estabeleceu postos comerciais em locais ao longo das margens do Lago Nyasa no final da década de 1870 e início da década de 1880. Inicialmente, suas atividades comerciais foram prejudicadas pela exigência de suprir as estações missionárias e por sua falta de capital. Seus gerentes, os irmãos Moir, concentraram-se no comércio de marfim, em vez de colheitas comerciais, mas enfrentaram uma forte concorrência por parte dos comerciantes suaíli. Desde 1883, a empresa estabeleceu uma base em Karonga para trocar marfim por outros produtos comerciais. O marfim foi fornecido principalmente por um comerciante chamado Mlozi, que também comercializava escravos.
Em 1886, o relacionamento da empresa com Mlozi e outros comerciantes suaílis se deteriorou, em parte por causa de seus atrasos no fornecimento de bens comerciais adequados e por sua falta de vontade em fornecer armas e munições, mas em parte porque os comerciantes suaílis se voltaram mais para a escravidão e começaram a atacar os Ngonde, comunidade que a empresa havia prometido proteger.
Sua promessa de defender o povo da beira do lago Karonga contra os comerciantes suaílis que procuravam escravos e marfim envolvia a empresa em conflitos contra os suaílis e seus aliados. Depois de algumas tentativas de negociar um acordo entre os comerciantes suaíli e os chefes Ngonde falharam, a Companhia Africana dos Lagos começou a intervir em nome dos Ngonde. Os combates ocorreram na chamada "Guerra Árabe" entre novembro de 1886 e dezembro de 1887 e novamente de abril de 1888 a março de 1889. Na última fase, envolveu o capitão Lugard do exército indiano, Frederick Lugard, 1º barão Lugard foi designado para atacar paliçadas construídas pelos comerciantes suaíli em junho de 1888 e janeiro e fevereiro de 1889, mas não obteve sucesso. Sua falta de sucesso também pôs fim às reivindicações políticas nessa área.
Após buscar outras áreas para investir, tanto na África quanto no Reino Unido, acabou tendo que vender a maior parte de seus ativos ao longo do tempo. Vendeu seu último ativo, a Africa Online, para a Telkom África do Sul, em 2007.